# 文化差異
文化差异是不同文化之间的差别，当它们相遇时会产生冲击、竞争及失落等反应。文化差异可能由于宗教界别、种族群体、语言能力、政治立场、社会阶级、性别、民族主义、年龄代沟、文学修养、艺术认知、教育程度等之不同而产生。

## 例子
1. 西方文化圈認為數字「13」、「666」代表不吉利（見13恐懼症、666恐惧症）。
2. 漢字文化圈認為數字「4」（音同「死」）代表不吉利（見四的禁忌）。
3. 日本喜慶時常致贈白色信封，相對在中國贈致白色信封則偏向致哀意涵。

## 相關
- 公共關係：活動規劃要考慮的因素。
- 廣告
- 企業文化
- 并购
- 文化例外
- 文化研究
- 文化認同
- 世代差異（英语：Generation gap）

## 外部参考
- 東亞公開大學現代管理研究中心: 文化差異的例子